# Sarah Shahi

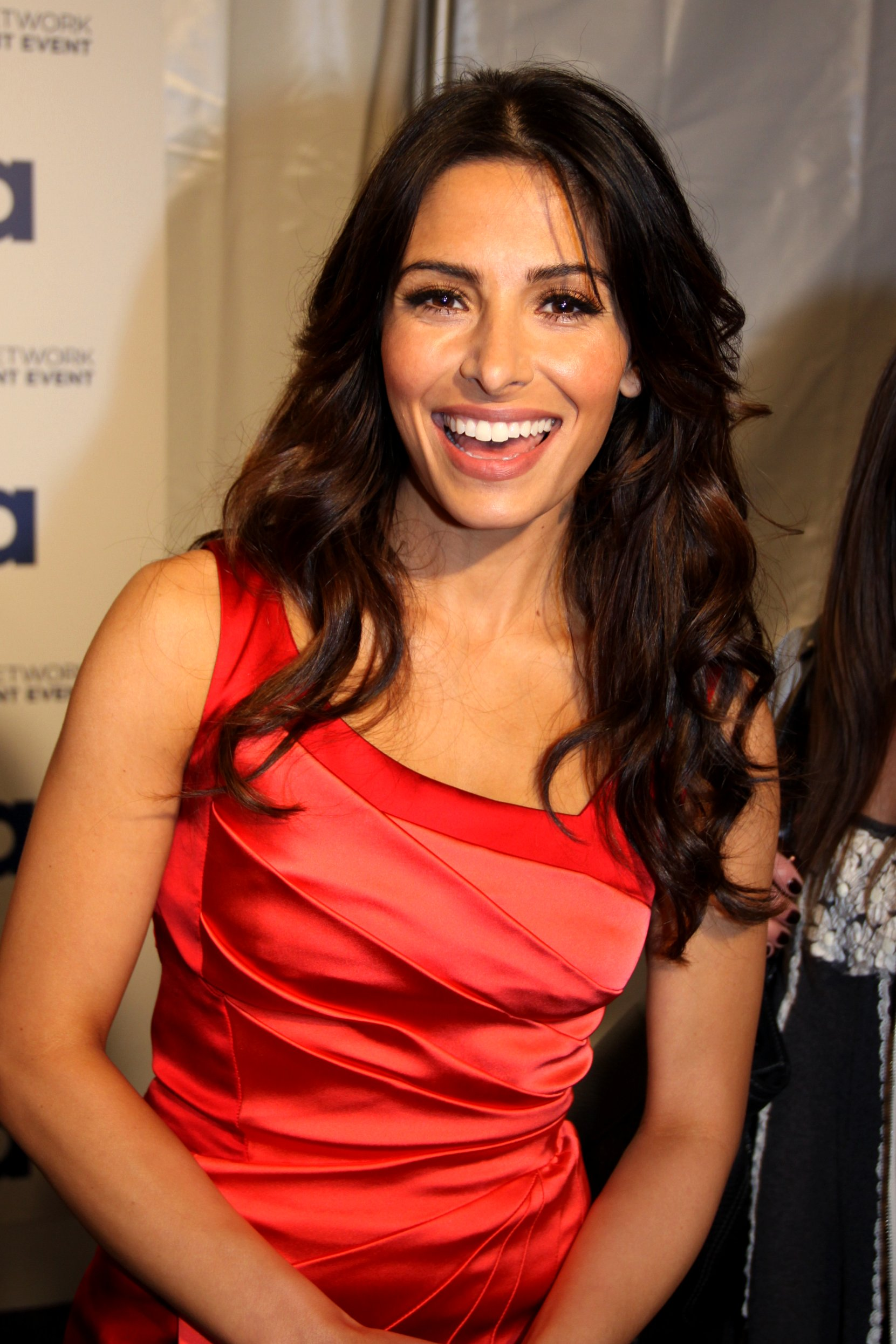
Sarah Shahi (2011)

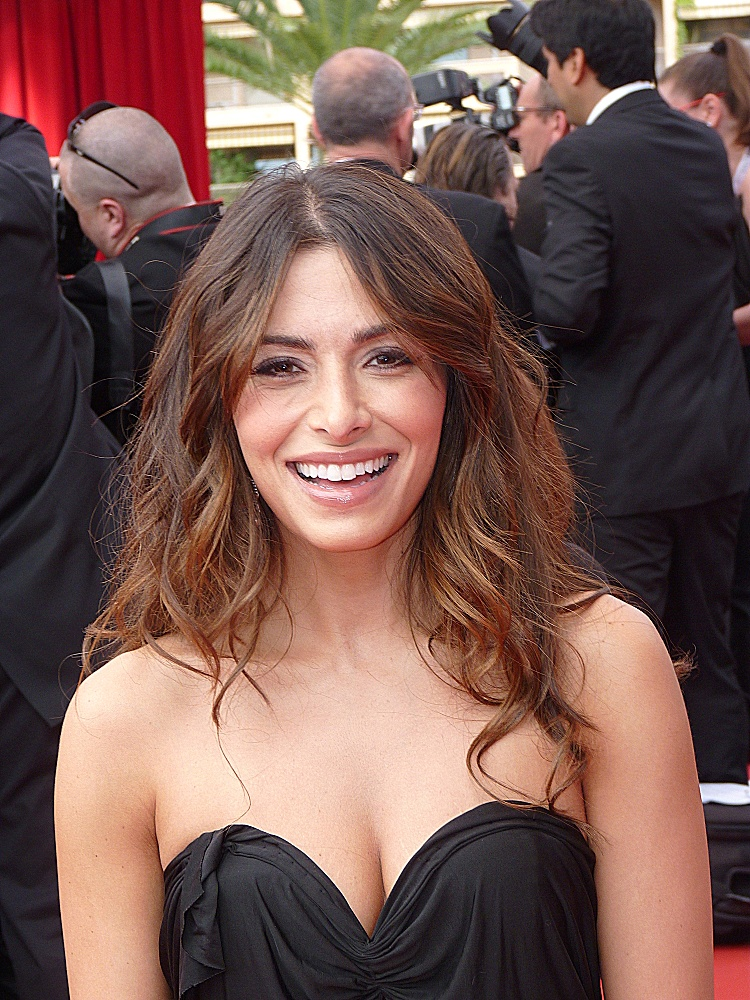
Sarah Shahi (2012)

Sarah Shahi, właśc. Aahoo Jahansouzshahi Shahi, pers. سارا شاهی (ur. 10 stycznia 1980 w Euless) – amerykańska aktorka.

## Życiorys
Dojrzewała w małym miasteczku Euless. Jej ojciec Abbas pochodził z Iranu, a matka Mona z Hiszpanii. Ojciec był konserwatywnym muzułmaninem i zakazał Sarah chodzić do kościoła. Nie uczyła się też języka przodków jej matki. W 1993 roku, gdy aktorka miała trzynaście lat, jej rodzice rozstali się. Wtedy pierwszy raz skorzystała z możliwości pójścia do kościoła.
W 1997 roku Shahi wystartowała w konkursie piękności, który wygrała. W latach 1999–2000 była kalendarzową maskotką roku 2000 drużyny Dallas Cowboy Cheerleaders. Studiowała język angielski i operę na Southern Methodist University w Dallas. Była jednym z najlepszych studentów na roku. Otrzymała tam kilka ról w znanych telewizyjnych serialach: Agentka o stu twarzach, Jezioro marzeń czy Ostry dyżur. Stała się znana dopiero dzięki serialowi Słowo na L – przedstawia on życie grupy lesbijek i biseksualnych kobiet oraz ich przyjaciół. Gra Latynoskę Carmen de la Pica Morales. Do tej roli uczyła się dodatkowo języka hiszpańskiego i brała lekcje u DJ-ów.
Ma starszego brata i młodszą siostrę Samanthę. Jej prapradziadek (4 pokolenia wstecz) – Fath Ali Szah Kadżar, był w latach 1797–1834 królem Iranu. Od 2000 roku mieszka w Los Angeles. W 2004 r. na planie serialu Reba poznała swojego przyszłego męża aktora Steve’a Howeya. 7 lutego 2009 r. w Las Vegas wzięli ślub. Mają syna Williama Wolfa (ur. 2009).

## Filmografia
- 2000: Dr T. i kobiety – Cheerleaderka
- 2000: Spin City – Bachelorette
- 2001: Boston Public – Laura
- 2001: Off Centre – Angelica
- 2001: Odlotowa małolata – Róża
- 2001–2002: Agentka o stu twarzach – Jenny
- 2002: Class of '06 – Meg
- 2002: Wednesday 9:30 (8:30 Central)
- 2003: Frasier
- 2003: Old School: Niezaliczona – Erica
- 2003: Ostry dyżur
- 2003: Jezioro marzeń – Sadia Shaw
- 2004–2007: Reba – Bridget
- 2004: Century City – Ms Norris
- 2005: A Lot Like Love – Starlet
- 2005: Plan B – Brownwym
- 2005: Nie z tego świata – Constance Welsh / pani w bieli
- 2005–2009: Słowo na L[4] – Carmen de la Pica Morales
- 2006: Uśpiona komórka – Farrah
- 2006: Duża przerwa – Tina Torres
- 2006: For Your Consideration – Sanchez
- 2006: The Dog Problem – Candy
- 2006: The Adventures of Beatle Boyin – Carla
- 2007: Rodzina Soprano – Sonya Aragon
- 2007: Godziny szczytu 3 – Zoe
- 2007–2009: Powrót do życia (Life) – Dani Reese
- 2008: Shades of Ray – Sana Khaliq
- 2008: AmericanEast – Salwah
- 2009: Przeprawa (Crossing Over) – Pooneh Baraheri
- 2011–2012: Paragraf Kate[4] – Kate Reed
- 2012: Kula w łeb – Lisa
- 2012–2013, 2018: Chicago Fire – Renée Royce
- 2013–2016: Impersonalni (Person of Interest[4]) – Sameen Shaw
- 2014: Droga do Palomy – Eva
- 2015: The Adventures of Beatle – Carla
- 2015: Divine Access – Marian
- 2017: M jak morderca – kpt. Watson
- 2018: Reverie[4] – Mara Kint
- 2019: Miasto na wzgórzu (City On A Hill[4]) – Rachel Benham
- 2019: Rekrut (The Rookie[4])  – Jessica Russo
- 2020: Language Arts – Allison Forche-Marlow
- 2020: Bad Therapy – Annabelle
- 2021–2022: Sex/Life[4] – Billie Connelly
- 2022: Black Adam[4] – Adrianna Tomaz
- 2023: Red, White & Royal Blue – Zahra Bankston